# 先锋河 (昆士兰州)
先锋河是澳大利亚的一条流向珊瑚海的河流，该河流的发源地在澳大利亚昆士蘭州的埃普瑟姆山山顶附近，向北流向先锋谷（澳大利亚生产甘蔗最丰富的的地方），流到麦凯市的郊区就改流向东至珊瑚海。河流全长120公里。

该河流的流域覆盖了1,500平方公里的大小，在流域最上端的附近有非常陡峭的山坡供给农业和保留给雨林和开放的林地使用。在2002年，澳大利亚昆士兰州政府报告了当地的糖蔗发现了5个农药残留的数据，而且还超越了当地可接受的标准。

该河流最长的支流是在卡特尔河附近，还有另外一条主要的支流——布莱克河。这两条河流由于水流速度比较慢而有利于航运，在干的沙洲上还遇到只有一小段，不到几公里长的河流源头。
该河流还有几个著名的水电站，分别是特姆布拉水电站、杜姆布雷顿水电站、米拉尼水电站和玛丽安水电站。在马凯市市区还有布鲁斯高速和北海岸线经过此河流。

## 水灾灾害事件
最近该河流有水灾的情节。在2008年2月，在马凯市中心记录了该河流的水位测量，已经涨到超过7.0米（根据澳大利亚昆士兰州马凯市的卫星监测部门监测，该河流已被列为有节期性的水灾）  。而且该河流的水位高度已经抵达了马凯市在超强暴雨来临之前的警戒线（6小时内记录600毫米降水量）。在1918年1月21日的毁灭性飓风来临之前，该河流曾经连续发生过几个星期的洪水灾害。从1884年开始有史记录以来，先锋河曾经先后到达了20个主要的洪水等级场合。在1958年，最高纪录是9.14米。